# Хриб-Лошкий Поток
Хриб-Лошкий Поток (словен. Hrib–Loški Potok) — поселення в общині Лошкий Поток, регіон Південно-Східна Словенія, Словенія. Висота над рівнем моря: 771,5 м.